# Bộ Tư lệnh Ấn Độ Dương-Thái Bình Dương Hoa Kỳ
Bộ Tư lệnh Ấn Độ Dương-Thái Bình Dương Hoa Kỳ, tên tiếng Anh: United States Indo-Pacific Command (USINDOPACOM)  là một bộ tư lệnh tác chiến thống nhất của Lực lượng Vũ trang Hoa Kỳ chịu trách nhiệm về khu vực Ấn Độ Dương – Thái Bình Dương .
Trước đây đơn vị này được gọi là Bộ Tư lệnh Thái Bình Dương của Hoa Kỳ, tên tiếng Anh: United States Pacific Command (USPACOM) và chính thức được đổi tên thành hiện tại từ ngày 30 tháng 5 năm 2018, để ghi nhận sự kết nối ngày càng tăng giữa Ấn Độ Dương và Thái Bình Dương.
Đây là bộ tư lệnh tác chiến thống nhất lâu đời nhất và lớn nhất trong số các bộ tư lệnh tác chiến thống nhất. Chỉ huy của USINDOPACOM – một sĩ quan cấp cao của quân đội Hoa Kỳ sẽ  chịu trách nhiệm về các hoạt động quân sự trong một khu vực rộng lớn lên tới 260.000.000 km2, khoảng 52% bề mặt Trái đất, trải dài từ vùng biển của Bờ Tây Hoa Kỳ đến vùng biển phía đông đường biên giới biển của Pakistan tại kinh tuyến 66 ° kinh độ đông của Greenwich và từ Bắc Cực đến Nam Cực .
Tư lệnh USINDOPACOM báo cáo với Tổng thống Hoa Kỳ thông qua Bộ trưởng Quốc phòng và được hỗ trợ bởi thành phần các nhánh phục vụ và các chỉ huy thống nhất cấp dưới, bao gồm Lục quân Hoa Kỳ tại Thái Bình Dương, Thủy quân lục chiến Hoa Kỳ tại Thái Bình Dương, Hải quân Hoa Kỳ tại Thái Bình Dương, Không quân Hoa Kỳ tại Thái Bình Dương, Quân lực Hoa Kỳ tại Nhật Bản, Quân lực Hoa Kỳ tại Hàn Quốc, Bộ Tư lệnh Hoạt động Đặc biệt Hàn Quốc và Bộ Tư lệnh Hoạt động Đặc biệt Thái Bình Dương.
USINDOPACOM cũng có hai đơn vị báo cáo trực tiếp (DRU) — Trung tâm Điều hành Tình báo Liên hợp Bộ Tư lệnh Thái Bình Dương của Hoa Kỳ (JIOC) và Trung tâm Xuất sắc trong Quản lý Thảm họa và Hỗ trợ Nhân đạo (CFE-DMHA), cũng như Lực lượng Đặc nhiệm Chung Thường trực, Đặc nhiệm Liên ngành Lực lượng hướng Tây (JIATF-W). Tòa nhà trụ sở của USINDOPACOM, Trung tâm Chỉ huy Thái Bình Dương Nimitz-MacArthur, nằm trên Trại HM Smith, Hawaii.

## Nhiệm vụ
Bộ Tư lệnh Ấn Độ Dương-Thái Bình Dương của Hoa Kỳ bảo vệ và bảo vệ, phối hợp với các cơ quan khác của Chính phủ Hoa Kỳ, lãnh thổ của Hoa Kỳ, người dân và lợi ích của Hoa Kỳ. Cùng với các đồng minh và đối tác, chúng ta sẽ tăng cường sự ổn định ở khu vực Ấn Độ Dương - Châu Á - Thái Bình Dương bằng cách thúc đẩy hợp tác an ninh, khuyến khích phát triển hòa bình, ứng phó với các tình huống bất ngờ, ngăn chặn hành vi xâm lược và khi cần thiết, chiến đấu để giành chiến thắng. Cách tiếp cận này dựa trên quan hệ đối tác, sự hiện diện và sự sẵn sàng của quân đội. Chúng tôi nhận ra tầm quan trọng toàn cầu của khu vực Ấn Độ Dương - Châu Á - Thái Bình Dương và hiểu rằng các thách thức được cùng nhau đáp ứng tốt nhất. Do đó, chúng tôi sẽ vẫn là một đối tác gắn bó và đáng tin cậy, cam kết duy trì an ninh, ổn định và tự do mà dựa vào đó sự thịnh vượng lâu dài ở khu vực Ấn Độ Dương - Châu Á - Thái Bình Dương. Chúng tôi sẽ hợp tác với các Dịch vụ và các Bộ Chỉ huy Chiến đấu khác để bảo vệ lợi ích của Hoa Kỳ.

## Phạm vị địa lý

Bản đồ các bộ tư lệnh tác chiến thống nhất của Quân đội Hoa Kỳ

Khu vực trách nhiệm của USINDOPACOM bao gồm Thái Bình Dương từ Nam Cực ở 92 ° W, bắc đến 8 ° N, tây đến 112 ° W, tây bắc đến 50 ° N / 142 ° W, tây đến 170 ° E, bắc đến 53 ° N, đông bắc đến 62 ° 30'N / 175 ° W, bắc đến 64 ° 45'N / 175 ° W, nam dọc theo lãnh hải Nga đến Cộng hòa Nhân dân Trung Hoa, Mông Cổ, Cộng hòa Dân chủ Nhân dân Triều Tiên, Cộng hòa của Hàn Quốc và Nhật Bản ; các nước Đông Nam Á và vùng đất phía Nam châu Á đến biên giới phía Tây của Ấn Độ ; phía đông và nam Ấn Độ Dương của đường từ biên giới ven biển Ấn Độ / Pakistan về phía tây đến 68 ° E, phía nam dọc theo 68 ° E đến Nam Cực; Nước Úc ; New Zealand ; Nam Cực và Hawaii .
- 36 quốc gia
- Hơn một nửa dân số thế giới
- 3.200 ngôn ngữ khác nhau
- 5 trong số 7 hiệp ước phòng thủ tập thể của Hoa Kỳ

## Cấu trúc lực lượng
- Lục quân Hoa Kỳ tại Thái Bình Dương
  - Ngày thành lập: 1 tháng 10 năm 2000
  - Đóng quân tại: Fort Shafter , Hawaii
  - Đơn vị trực thuộc:
    - Tập đoàn quân số 8
    - Quân đoàn I
    - Sư đoàn Bộ binh 7
    - Sư đoàn Bộ binh 25
    - Lữ đoàn Bộ binh 196
    - Lữ đoàn Quân báo 500
    - Lục quân Hoa Kỳ tại Nhật Bản
    - Lục quân Hoa Kỳ tại Alaska
    - Bộ Tư lệnh Phòng thủ Quân khu 8
    - Bộ Tư lệnh Thông tin 311
    - Bộ Tư lệnh Phòng không & Tên lửa 94
    - Bộ Tư lệnh Nhiệm vụ IX
    - Bộ Tư lệnh Quân y 18
    - Biệt đội Phối hộp Chiến trường 5
- Thủy quân lục chiến Hoa Kỳ tại Thái Bình Dương
  - Ngày thành lập: 27 tháng 2 năm 1992
  - Đóng quân tại: Trại HM Smith , Hawaii
  - Đơn vị trực thuộc:
    - Lực lượng Viễn chinh Thủy quân lục chiến I
    - Lực lượng Viễn chinh Thủy quân lục chiến III
    - Lực lượng Thủy quân lục chiến tại Guam
    - Lực lượng Thủy quân lục chiến tại Darwin
- Hải quân Hoa Kỳ tại Thái Bình Dươg
  - Ngày thành lập: 22 tháng 7 năm 1907
  - Đóng quân tại: Naval Station Pearl Harbor, Hawaii
  - Đơn vị trực thuộc:
    - Hạm đội 3
    - Hạm đội 7
    - Bộ Tư lệnh Không quân hải quân
    - Lực lượng Mặt đất
    - Hải quân Hoa Kỳ tại Nhật Bản
    - Hải quân Hoa Kỳ tại Hàn Quốc
    - Bộ Tư lệnh Vùng Liên hợp Marianas
    - Lực lượng Đặc nhiệm 73
    - Vùng Hải quân Hawaii
- Không quân Hoa Kỳ tại Thái Bình Dương
  - Ngày thành lập: 3 tháng 8 năm 1944
  - Đóng quân tại: Joint Base Pearl Harbor-Hickam, Hawaii
  - Đơn vị trực thuộc:
    - Không lực 5
    - Không lực 7
    - Không lực 11
- Quân lực Hoa Kỳ tại Nhật Bản
- Quân lực Hoa Kỳ tại Hàn Quốc
- Bộ Tư lệnh Hoạt động Đặc biệt Hàn Quốc
- Bộ Tư lệnh Hoạt động Đặc biệt Thái Bình Dương
- Trung tâm Điều hành Tình báo Liên hợp Bộ Tư lệnh Thái Bình Dương của Hoa Kỳ (JIOC)
- Trung tâm Xuất sắc trong Quản lý Thảm họa và Hỗ trợ Nhân đạo
- Lực lượng Đặc nhiệm Liên hợp phía Tây

## Tư lệnh qua các thời kỳ
| #  | Chân dung | Tư lệnh                                   | Nhậm chức            | Rời chức             | Tại nhiệm       | Nhánh phục vụ     |
| -- | --------- | ----------------------------------------- | -------------------- | -------------------- | --------------- | ----------------- |
| 1  |           | Đô đốc John H. Towers (1885–1955)         | 1 tháng 1 năm 1947   | 28 tháng 2 năm 1947  | 58 ngày         | Hải quân Hoa Kỳ   |
| 2  |           | Đô đốc Louis E. Denfeld (1891–1972)       | 28 tháng 2 năm 1947  | 3 tháng 12 năm 1947  | 278 ngày        | Hải quân Hoa Kỳ   |
| 3  |           | Đô đốc DeWitt C. Ramsey (1888–1961)       | 12 tháng 1 năm 1948  | 30 tháng 4 năm 1949  | 1 năm, 108 ngày | Hải quân Hoa Kỳ   |
| 4  |           | Đô đốc Arthur W. Radford (1896–1973)      | 30 tháng 4 năm 1949  | 10 tháng 7 năm 1953  | 4 năm, 71 ngày  | Hải quân Hoa Kỳ   |
| 5  |           | Đô đốc Felix B. Stump (1894–1972)         | 10 tháng 7 năm 1953  | 31 tháng 7 năm 1959  | 5 năm, 21 ngày  | Hải quân Hoa Kỳ   |
| 6  |           | Đô đốc Harry D. Felt (1902–1992)          | 31 tháng 7 năm 1958  | 30 tháng 6 năm 1964  | 5 năm, 335 ngày | Hải quân Hoa Kỳ   |
| 7  |           | Đô đốc Ulysses S. Grant Sharp (1906–2001) | 30 tháng 6 năm 1964  | 31 tháng 7 năm 1968  | 4 năm, 31 ngày  | Hải quân Hoa Kỳ   |
| 8  |           | Đô đốc John S. McCain Jr. (1911–1981)     | 31 tháng 7 năm 1968  | 1 tháng 9 năm 1972   | 4 năm, 32 ngày  | Hải quân Hoa Kỳ   |
| 9  |           | Đô đốc Noel A.M. Gayler (1914–2011)       | 1 tháng 9 năm 1972   | 30 tháng 8 năm 1976  | 3 năm, 364 ngày | Hải quân Hoa Kỳ   |
| 10 |           | Đô đốc Maurice F. Weisner (1917–2006)     | 30 tháng 8 năm 1976  | 31 tháng 10 năm 1979 | 3 năm, 62 ngày  | Hải quân Hoa Kỳ   |
| 11 |           | Đô đốc Robert L.J. Long (1920–2002)       | 31 tháng 10 năm 1979 | 1 tháng 7 năm 1983   | 3 năm, 243 ngày | Hải quân Hoa Kỳ   |
| 12 |           | Đô đốc William J. Crowe Jr. (1925–2007)   | 1 tháng 7 năm 1983   | 18 tháng 10 năm 1985 | 2 năm, 79 ngày  | Hải quân Hoa Kỳ   |
| 13 |           | Đô đốc Ronald J. Hays (1928–2021)         | 18 tháng 10 năm 1985 | 30 tháng 10 năm 1988 | 3 năm, 12 ngày  | Hải quân Hoa Kỳ   |
| 14 |           | Đô đốc Huntington Hardisty (1929–2003)    | 39 tháng 10 năm 1988 | 1 tháng 3 năm 1991   | 2 năm, 152 ngày | Hải quân Hoa Kỳ   |
| 15 |           | Đô đốc Charles R. Larson (1936–2014)      | 1 tháng 3 năm 1991   | 11 tháng 7 năm 1994  | 2 năm, 152 ngày | Hải quân Hoa Kỳ   |
| 16 |           | Đô đốc Richard C. Macke (sinh 1938)       | 19 tháng 7 năm 1994  | 31 tháng 1 năm 1996  | 1 năm, 196 ngày | Hải quân Hoa Kỳ   |
| 17 |           | Đô đốc Joseph W. Prueher (sinh 1942)      | 31 tháng 1 năm 1996  | 20 tháng 2 năm 1999  | 3 năm, 20 ngày  | Hải quân Hoa Kỳ   |
| 18 |           | Đô đốc Dennis C. Blair (sinh 1947)        | 20 tháng 2 năm 1999  | 2 tháng 5 năm 2002   | 3 năm, 71 ngày  | Hải quân Hoa Kỳ   |
| 19 |           | Đô đốc Thomas B. Fargo (sinh 1948)        | 2 tháng 5 năm 2002   | 26 tháng 2 năm 2005  | 2 năm, 300 ngày | Hải quân Hoa Kỳ   |
| 20 |           | Đô đốc William J. Fallon (sinh 1944)      | 26 tháng 2 năm 2005  | 12 tháng 3 năm 2007  | 2 năm, 14 ngày  | Hải quân Hoa Kỳ   |
| —  |           | Trung tướng Daniel P. Leaf (sinh 1952)    | 12 tháng 3 năm 2007  | 26 tháng 3 năm 2007  | 14 ngày         | Không quân Hoa Kỳ |
| 21 |           | Đô đốc Timothy J. Keating (sinh 1948)     | 26 tháng 3 năm 2007  | 19 tháng 10 năm 2009 | 2 năm, 207 ngày | Hải quân Hoa Kỳ   |
| 22 |           | Đô đốc Robert F. Willard (sinh 1950)      | 19 tháng 10 năm 2009 | 9 tháng 3 năm 2012   | 2 năm, 142 ngày | Hải quân Hoa Kỳ   |
| 23 |           | Đô đốc Samuel J. Locklear III (sinh 1954) | 9 tháng 3 năm 2012   | 27 tháng 5 năm 2015  | 2 năm, 142 ngày | Hải quân Hoa Kỳ   |
| 24 |           | Đô đốc Harry B. Harris Jr. (sinh 1956)    | 27 tháng 5 năm 2015  | 30 tháng 5 năm 2018  | 3 năm, 3 ngày   | Hải quân Hoa Kỳ   |
| 25 |           | Đô đốc Philip S. Davidson (sinh 1960)     | 30 tháng 5 năm 2018  | 30 tháng 4 năm 2021  | 2 năm, 335 ngày | Hải quân Hoa Kỳ   |
| 26 |           | Đô đốc John C. Aquilino (sinh 1962)       | 30 tháng 4 năm 2021  | Nay                  | 3 năm, 330 ngày | Hải quân Hoa Kỳ   |